# Paynesville (Minnesota)
Paynesville es una ciudad ubicada en el condado de Stearns en el estado estadounidense de Minnesota. En el Censo de 2010 tenía una población de 2.432 habitantes y una densidad poblacional de 405,62 personas por km².

## Geografía
Paynesville se encuentra ubicada en las coordenadas 45°22′43″N 94°43′18″O / 45.37861, -94.72167. Según la Oficina del Censo de los Estados Unidos, Paynesville tiene una superficie total de 6 km², de la cual 6 km² corresponden a tierra firme y (0%) 0 km² es agua.

## Demografía
Según el censo de 2010, había 2432 personas residiendo en Paynesville. La densidad de población era de 405,62 hab./km². De los 2432 habitantes, Paynesville estaba compuesto por el 97% blancos, el 0.49% eran afroamericanos, el 0.12% eran amerindios, el 0.41% eran asiáticos, el 0% eran isleños del Pacífico, el 0.86% eran de otras razas y el 1.11% pertenecían a dos o más razas. Del total de la población el 2.22% eran hispanos o latinos de cualquier raza.